# Pindorama do Tocantins
Pindorama do Tocantins es un municipio brasileño del estado del Tocantins. Se localiza a una latitud 11º08'19" sur y a una longitud 47º34'43" oeste, estando a una altitud de 429 metros. Su población estimada en 2004 era de 4 568 habitantes.
Posee un área de 1565,39 km².